# TIFF 2022
Cea de-a 21-a ediție a Festivalului Internațional de Film Transilvania are loc în perioada 17 iunie - 26 iunie 2022 la Cluj-Napoca.
Juriul Competiției Oficiale formează din regizor Bogdan George Apetri și Srdan Golubović, producătora Gülin Üstün, actriță Halldóra Geirharðsdóttir și director de festival Carlos Rodríguez Ríos. 
Trofeul Transilvania este acordat filmului Utama de Alejandro Loayza Grisi, premiul regizoral este acordat lui Guðmundur Arnar Guðmundsson pentru Beautiful Beings, iar premiul pentru cea mai bună interpretare este acordat lui Laura Muller și Schemci Lauth pentru rolul din Amanți de-o noapte.

## Juriu competitie
- Bogdan George Apetri, regizor
- Gülin Üstün, producătora
- Halldóra Geirharðsdóttir, actriță
- Srdan Golubović, regizor
- Carlos Rodríguez Ríos, director de festival

## Filmele din competiția oficială
| Titlu în engleză   | Titlu original           | Țara     | Regizor                     |
| ------------------ | ------------------------ | -------- | --------------------------- |
| Casa noastră       | Utama                    | Bolivia  | Alejandro Loayza Grisi      |
| Amanți de-o noapte | La Nuit aux amants       | Franța   | Julien Hilmoine             |
|                    | Babysitter               | Canada   | Monia Chokri                |
| A Higher Law       | Balaur                   | România  | Octav Chelaru               |
| The Execution      | Kazn                     | Rusia    | Lado Kvatania               |
| Beautiful Beings   | Berdreymi                | Islanda  | Guðmundur Arnar Guðmundsson |
|                    | Feature Film About Lifee | Lituania | Dovile Sarutyte             |
| Magnetic Beats     | Les Magnétiques          | Franța   | Vincent Maël Cardona        |
|                    | Mikado                   | România  | Emanuel Pârvu               |
|                    | Pamfir                   | Ucraina  | Dmitro Suholitki-Sobciuk    |
| Gentle             | Szelíd                   | Ungaria  | László Csuja, Anna Nemes    |
| The Last Execution | Nahschuss                | Germania | Franziska Stünkel           |

## Zilele Filmului Românesc
| Titlu în engleză | Titlu original                               | Țara    | Regizor                              |
| ---------------- | -------------------------------------------- | ------- | ------------------------------------ |
|                  | Anul pierdut 1986                            | România | Ligia Ciornei                        |
|                  | Balaur                                       | România | Octav Chelaru                        |
|                  | Capra cu trei iezi                           | România | Victor Canache                       |
|                  | Crai Nou                                     | România | Alina Grigore                        |
|                  | Imaculat                                     | România | Monica Stan, George Chiper-Lillemark |
|                  | Insula                                       | România | Anca Damian                          |
|                  | Marocco                                      | România | Emanuel Pârvu                        |
|                  | Miracol                                      | România | Bogdan George Apetri                 |
|                  | Nimic despre dragoste                        | România | Florin Piersic, Jr.                  |
|                  | Om-Câine                                     | România | Ștefan Constantinescu                |
|                  | Pentru mine tu esti Ceausescu                | România | Sebastian Mihăilescu                 |
|                  | Uneori ninge cu zãpadã, alteori cu întuneric | România | Gabriel Achim                        |

## Film de deschidere
| Titlu în engleză | Titlu original | Țara                       | Regizor      |
| ---------------- | -------------- | -------------------------- | ------------ |
|                  | Call Jane      | Statele Unite ale Americii | Phyllis Nagy |

## Filme de inchidere
| Titlu în engleză     | Titlu original      | Țara   | Regizor      |
| -------------------- | ------------------- | ------ | ------------ |
| Official Competition | Competencia oficial | Spania | Mariano Cohn |

## Premii
- Trofeul Transilvania – Utama, regia Alejandro Loayza Grisi
- Premiul pentru Cea mai bună regie - Guðmundur Arnar Guðmundsson pentru Beautiful Beings
- Premiul Special al Juriului - Feature Film About Lifee, regia Dovile Sarutyte
- Premiul pentru Cea mai bună interpretare – Laura Muller și Schemci Lauth pentru rolul din Amanți de-o noapte